# Shibuya-machi
Shibuya (jap. 澁谷町, reformierte Schreibung 渋谷町, Shibuya-machi) war bis 1932 eine Stadt (-machi) im Kreis (-gun) Toyotama der japanischen Präfektur (-fu) Tokio, im Osten grenzte sie an die (kreisfreie) Stadt (-shi) Tokio. Sie erstreckte sich in zahlreiche der dort heute noch teilweise sehr kleinteiligen Stadtteile im heutigen Bezirk Shibuya, darunter auch Shibuya – auch im umgangssprachlichen weiteren Sinne als Umgebung des Bahnhofs mit Ausnahme des früher zu Sendagaya gehörenden Gebiets im Norden (siehe die Liste der Stadtteile des Tokioter Bezirks Shibuya für eine Aufzählung der heutigen Stadtteile, wobei die dort angeführten Gebiete wegen der zwischenzeitlichen Neueinteilungen der Stadtteile im 20. Jahrhundert in ihren Grenzen nicht bis ins Detail mit den drei Vorgängergemeinden korrespondieren).

## Geschichte
Durch Shibuya an der Einmündung des Udagawa in den Shibuyagawa (oberhalb des Zusammenflusses meist Ondengawa genannt) verlief in der Kamakura-Zeit eine der Kamakura kaidō, Landstraßen, die von der der Hauptstadt Kamakura ausgingen. Im Mittelalter errichteten hier die Shibuya, ein Zweig der Taira-Familie Chichibu, die Burg Shibuya, die aber im 16. Jahrhundert von den Hōjō wieder zerstört wurde – der ältere, heute Konnō Hachimangū genannte Schrein, bei dem die Burg errichtet wurde, existiert noch. In der Edo-Zeit kam Shibuya zunehmend als Vorort in den Einzugsbereich der Shōgunatshauptstadt Edo, Teile von Shibuya wurden schon damals der Stadt zugerechnet. In der Meiji-Restauration wurde die Gegend zwischen den Präfekturen Shinagawa und Tokio geteilt, seit 1871 gehört sie ganz zur Präfektur Tokio.
Aus den vormodernen Dörfern Kami- („Ober-“), Naka- („Mittel-“) und Shimo-Shibuya („Unter-Shibuya“; 上澁谷・中澁谷・下澁谷) im Kreis Toshima (ab 1879: Süd-Toshima) der antiken Provinz Musashi entstand bei der Einführung der heutigen Gemeindeformen 1889 und der damit einhergehenden großen Meiji-Gebietsreform die Dorfgemeinde (mura) Shibuya (Shibuya-mura, 澁谷村). Dazu kamen auch Teile der benachbarten, bisherigen Stadtkreise (-ku) Akasaka und Azabu, die beide fortan als Stadtbezirke zur Stadt Tokio gehörten; umgekehrt fielen Teile der Dörfer Shimo-Shibuya und Harajuku (sonst zu Sendagaya) an die Stadt Tokio. 1896 wurden die Kreise Süd-Toshima und Ost-Tama zum Kreis Toyotama zusammengeschlossen. 1909 wurde Shibuya zur Stadt. Nach der Eröffnung des Bahnhofs Shibuya an der Shinagawa-Linie 1885 durch die Nippon Tetsudō entwickelte sich Shibuya mit dem Anschluss mehrerer Vorortbahnen zu einem Verkehrsknotenpunkt und bald auch Geschäftszentrum für das rasch wachsende Tokio – heute ist es eines der drei großen Subzentren (fukutoshin) im Westen Tokios.
Die Stadt Shibuya – bis dahin auf über 100.000 Einwohner angewachsen – bestand bis 1932, als sie in die Stadt Tokio eingemeindet wurde. Dort wurde aus den bisherigen Städten Shibuya, Sendagaya und Yoyohata der Bezirk (-ku) Shibuya gebildet, der nach der Abschaffung der Stadt Tokio 1943 bei der Neuordnung der Tokioter Verwaltung unter MacArthur 1947 zum heutigen „Sonderbezirk“ Shibuya wurde. Die Ortsteile der Stadt Shibuya waren 1928 neu geordnet worden und wurden zunächst in den Bezirk Shibuya übernommen, in den 1960er Jahren wurden sie erneut grundlegend restrukturiert.